# Tinta nanquim

Pinheiros. Pintura de Hasegawa Tohaku do século XVI, utilizando tinta nanquim sobre papel.

A tinta nanquim (português brasileiro) ou tinta da china (português europeu) é um material corante preto originário da China. É preparado com negro de fumo (também conhecido por pó de sapato) coloidal e empregado em desenhos, aquarelas e na escrita.
Desenvolvida pelos chineses há mais de dois mil anos, a tinta é constituída por nanopartículas de carvão suspensas em uma solução aquosa. Como nanopartículas dissolvidas em líquido se agreguem e formam micro- e macropartículas que sedimentam no fundo do recipiente, os chineses antigos descobriram como estabilizar a solução ao acrescentar goma arábica (uma espécie de cola).
A tinta nanquim é muito parecida com a tinta sumi, de origem japonesa para a arte sumi e que tem, como composição, fuligem, goma arábica, água e especiarias.[carece de fontes?]

## Surgimento
O nanquim foi desenvolvido pelas primeiras civilizações juntamente com outras tintas expressivas, como o guache, a tempera e aquarelas.
Os chineses desenvolveram o azul de Han ({\displaystyle {\ce {BaCuSi2O6}}}) a partir da calcinação de uma mistura de sílica, óxidos de cobre e sais de bário. Para outros pigmentos, como o vermelho, os chineses utilizaram a hematita misturado a calcita ({\displaystyle {\ce {CaCO3}}}). Já para a cor rosa, utilizou-se Ouropigmento ({\displaystyle {\ce {As2S3}}}), e para a cor laranja foi usado a hematita com Ouropigmento. Ou, outra opção para esta cor era a utilização do massicote e litargírio ({\displaystyle {\ce {PbO}}} ortorrômbico e tetragonal, respectivamente).[carece de fontes?]
No início a tinta nanquim era preparada através da dispersão de partículas de carbono em água. Para impedir a junção das partículas de carbono e estabilizar a suspensão do nanquim, era acrescentada goma arábica. Atualmente a tinta é preparada com nanopartículas de carbono esferoidais, conhecidas como negro de fumo ou pó de sapato.

## Microbiologia
Na microbiologia a tinta nanquim também pode ser utilizada para fazer coloração negativa, processo semelhante à microscopia de campo escuro, mas que não fere a célula que está a ser analisada, como é o caso com esfregaços e outros métodos de coloração. Esta técnica é muito utilizada ao analisar fungos leveduriformes, pois evidencia a presença de cápsulas em leveduras, caso estejam presentes.